# Adelgazamiento localizado
El adelgazamiento localizado o reducción de grasa localizada se refiere a la creencia, también visto como un mito, que se puede reducir la grasa de un área específica del cuerpo. Esta es una creencia común, aunque muchas personas creen que no es posible lograr la reducción de la grasa de una zona a través del ejercicio de los músculos específicos en el área deseada, tales como el ejercicio de los músculos abdominales en un esfuerzo por perder peso en o alrededor de su sección media. Los anunciantes explotan este concepto cuando publicitan productos relacionados con el ejercicio. Sin embargo, muchos expertos en acondicionamiento físico no creen que sea posible reducir la grasa en un área mediante el ejercicio de esa parte del cuerpo únicamente. En su lugar, se pierde la grasa de todo el cuerpo como resultado de la dieta y el ejercicio regular. El crecimiento del músculo en la región abdominal no reduce la grasa en esa región. En su lugar, se recomienda reducir el consumo de calorías para reducir la grasa abdominal.
El malentendido se puede atribuir a la conformación de efecto reafirmante y de la hipertrofia muscular. Cuando se construye músculo adicional, que necesita un nuevo espacio, este puede comprimir brevemente grasa subdérmica contra la piel hasta que la piel se adapta, de forma que músculo es visto con mayor facilidad a través de la capa de grasa en la parte superior de la misma. Esto puede dar la sensación de que la grasa se reduce cuando no es así. Por ejemplo, la hipertrofia del tríceps en la parte posterior del brazo. 
Un estudio de 2006 publicado en el American Journal of Physiology parecía indicar que la reducción de grasa en un punto puede ser posible, aunque los resultados medidos fueron triviales. En el estudio, llevado a cabo en la Universidad de Copenhague (Dinamarca), los científicos realizaron pruebas con varones que realizaban extensiones de una sola pierna con un peso ligero durante 30 minutos consecutivos. Luego, los investigadores midieron la cantidad de flujo de sangre a las células de grasa subcutánea de los sujetos tanto en el muslo ejercitado como en el otro, así como la cantidad de la lipólisis de las células de grasa. Los científicos observaron aumentos en el flujo sanguíneo y la lipólisis en la pierna ejercitada en comparación con la pierna de reposo. El estudio sugiere que durante el ejercicio, la grasa corporal se utiliza preferentemente desde el área que está siendo entrenada, pero en una magnitud que tiene poca o ninguna importancia práctica.